# Alexander Korda
 Alexander Korda (właśc. Sándor Laszlo Kellner; ur. 16 września 1893 w Pusztatúrpásztó, zm. 23 stycznia 1956 w Londynie) – brytyjski reżyser, scenarzysta i producent filmowy pochodzenia żydowskiego. Założyciel studia filmowego London Films oraz firmy dystrybucyjnej British Lion Films.

## Życiorys
Alexander Korda urodził się rodzinie żydowskiej w Pusztatúrpásztó w Monarchii Austro-Węgierskiej (obecnie Túrkeve na Węgrzech). Miał młodszych dwóch braci – Zoltána i Vincenta, którzy również zostali filmowcami. Przed rozpoczęciem kariery w produkcji filmowej pracował jako dziennikarz. Pracował m.in. w Wiedniu, Berlinie, Paryżu i Hollywood. Współpracował z węgierskim malarzem i scenografem Emilem Lahnerem.
Korda współpracował jako producent filmowy z kolejnymi rządami – austro-węgierskim, węgierskim i komunistycznym. Został aresztowany po upadku rewolucji, zwolniony z aresztu uciekł z kraju.
W 1927 roku Korda wyreżyserował pierwszy film w USA The Stolen Bride. W ciągu 5 lat stworzył kolejne 16 obrazów. W 1932 roku Korda osiadł w Londynie, gdzie w tym samym roku założył studio filmowe London Films z Big Benem jako logo. Wyreżyserował w nim m.in. Prywatne życie Henryka VIII, które było nominowany do Oscara za najlepszy film. W 1936 roku Korda przyjął brytyjskie obywatelstwo. W 1936 roku London Films otworzyło Denham Film Studios finansowane przez Prudential. W 1939 roku Denham Film Studios zostały połączone z Pinewood Studios. Podczas II wojny światowej Korda przeniósł się do Hollywood. W 1942 roku Korda został uhonorowane tzw. rycerstwem. Po powrocie do Wielkiej Brytanii Korda wykupił British Lion Films.
Alexander Korda zmarł na atak serca w 1956 roku. Został skremowany, a jego prochy spoczywają w Golders Green.

### Dziedzictwo
Brytyjska Akademia Sztuk Filmowych i Telewizyjnych corocznie przyznaje nagrodę jego imienia za „najlepszy brytyjski film roku”.

## Wybrana filmografia
- 1933: Prywatne życie Henryka VIII (The Private Life of Henry VIII), reżyser
- 1934: Prywatne życie Don Juana (The Private Life of Don Juan), reżyser
- 1936: Dama z portretu (Rembrandt), reżyser
- 1936: Rzeczy, które nadejdą (Things to Come), producent
- 1949: Trzeci człowiek (The Third Man), producent